# Eusebi Campdepadrós i Pucurull
Eusebi Campdepadrós i Pucurull (Montblanc, 23 de setembre de 1961) és un advocat i gestor administratiu català establert a Tarragona. Diputat per Junts al Parlament de Catalunya en la XII i XIII legislatures.

## Trajectòria
Llicenciat en dret per la Universitat Autònoma de Barcelona, ha desenvolupat la seva carrera com a advocat. És també professor a la Universitat Rovira i Virgili. Campdepadrós va formar part de les comissions de Mediació i Deontologia Professional, a més de la comissió de Llengua Catalana de l'Il·lustre Col·legi d'Advocats de Tarragona. Va ser advocat de l'Ajuntament de Reus i de Reus Serveis Municipals en el cas Shirota fins que es presentà a les eleccions de 2017.
Campdepadrós va començar a militar a Esquerra Republicana de Catalunya el 2006, i es va encarregar de les relacions del grup municipal del partit a Tarragona. Va ser també secretari de Formació de la Federació Regional del Camp de Tarragona d'ERC. Va formar part de diverses llistes, incloent-hi unes eleccions municipals i les eleccions al Parlament Europeu de 2014. El 2017, malgrat presentar-se com a candidat per formar part de la llista d'ERC a les eleccions al Parlament de Catalunya, va acabar sent cap de llista a Tarragona per Junts per Catalunya, i va ser escollit diputat. Des del 17 de gener de 2018 és el secretari primer de la mesa del Parlament de Catalunya i des del 2020 membre d'Independentistes d'Esquerres.
Campdepadrós és casteller de la Colla Jove Xiquets de Tarragona, i va presidir la Coordinadora de Colles Castelleres de Catalunya. També col·labora a la secretaria nacional de juristes de l'Assemblea Nacional Catalana.